# 나와 로보코
《나와 로보코》(일본어: 僕とロボコ)는 미야자키 슈헤이의 만화이자 이것을 토대로 갸롯푸에서 만든 일본의 애니메이션으로, 2022년 12월 5일부터 2023년 6월 19일까지 TV 도쿄 계열에서 방영했다. 《주간 소년 점프》(슈에이샤)에서 2020년 31호부터 연재하고 있다. 2022년 12월 시점에서 누계부수가 100만 부를 돌파했다. 한국어판은 소미미디어에서 간행하고 있다.

## 줄거리
서기 20XX년 세계는 최고성능 맞춤형 로봇 OM(오더 메이드)이 엄청난 인기를 끌면서 일반 가정에까지 널리 보급되었다. 타이라 본도(나평범)의 집에는 아직 OM이 없어 귀여운 OM과의 생활을 동경하고 있었다. 다음날 친구들의 OM 자랑과 은근한 압박을 견디지 못한 본드는 어떻게든 엄마를 설득해 마침내 OM을 사게 됐지만 정작 온 것은 너무 독특한 외모와 투박한 거동으로 정말 OM일지도 의심스러운 '로보코'였다. 이 OM(?)을 영입한 본도로서는 OM(?)과 시끄럽고도 즐거운 나날을 기다리고 있었던 것이다.

## 한국어 목소리 출연
- 김병현: 로보코
- 손정민: 모기다리 로보코, 고리지, 시동, 도미유
- 김서현: 나평범
- 박준형: 고릴라, 윤지우, 블랙골
- 오건우: 황금복, 적백두, JDP
- 권다예: 구슬이, 루코, 삼동, 안미가
- 임은정: 평범 엄마
- 이주은: 메이코
- 이동윤: 금복 아빠, 내퍼, 팔팔곰, 마카롱, 찐고릴라, 구준피, 사랑맨, 소우식, 터리
- 미소(구 김다빈): 춘삼이, 고루리, 일동이, 루리, 밀리
- 김종엽: 해설, 못커스 박사, 도움맨, 심판, 한덩치
- 원종준: 강산해, 무사, 소삼정, 도미오, 환경맨, 아나운서, 무사, 공사중, 안티
- 장채연: 고리스, 호사, 홍이, 할머니, 한지훈, 남아, 고양이

## 발간 목록
낱권책의 표지가 다른 만화의 것을 패러디했다.
| 권차 | 발간 일자       | 표지 패러디의 대상                  |
| ---- | --------------- | ----------------------------------- |
| 1권  | 2020년 11월 9일 | 도라에몽 1권                        |
| 2권  | 2021년 2월 4일  | 원피스 61권                         |
| 3권  | 2021년 4월 7일  | 약속의 네버랜드 주간 소년 점프 표지 |
| 4권  | 2021년 7월 2일  | 주술회전 4권                        |
| 5권  | 2021년 10월 9일 | 나의 히어로 아카데미아 1권          |
| 6권  | 2022년 1월 4일  | 귀멸의 칼날 15권                    |
| 7권  | 2022년 3월 9일  | 하이큐!! 1권                        |
| 8권  | 2022년 6월 8일  | 최애의 아이 1권                     |
| 9권  | 2022년 8월 9일  | 데스노트 1권                        |
| 10권 | 2022년 10월 9일 | 체인소맨 1권                        |
| 11권 | 2022년 12월 7일 | 헌터 x 헌터 12권                    |
| 12권 | 2023년 3월 8일  | 나루토 5권                          |
| 13권 | 2023년 6월 7일  | 월드 트리거 1권                     |
| 14권 | 2023년 8월 9일  | 사카모토 데이즈 9권                 |
| 15권 | 2023년 11월 7일 | 닥터 스톤 1권                       |
| 16권 | 2024년 1월 9일  | 푸른 상자 9권                       |
| 17권 | 2024년 4월 9일  | 유유백서 구 발간 1권                |
| 18권 | 2024년 7월 4일  | 바쿠만 12권                         |